# Martina Sorbara
Martina Sorbara (13 november 1978) is een in Frankrijk geboren Canadese zangeres. Haar debuutalbum Unplaceables werd in 1998 onder eigen beheer uitgegeven, en is niet meer verkrijgbaar. Haar tweede album, The Cure for Bad Deeds, kwam uit in 2000.
Sinds 2005 is ze de zangeres van de band Dragonette. Samen met Martin Solveig zong ze in 2010 het nummer Hello, dat een hit was.
In het nummer "Forbidden Voices" (2015) van de Nederlandse DJ en Producer Martin Garrix is haar stem te horen.
- International Standard Name Identifier: 0000 0003 7209 6091
- Library of Congress Control Number: no2004096317
- MusicBrainz: 9f24fa7b-10f3-4a4a-a99e-000472444f81
- Nationale Bibliotheek van Israël: 987007337419805171
- Istituto Centrale per il Catalogo Unico: DDSV225704
- Virtual International Authority File: 102768835
- WorldCat: E39PBJB4hWbBh7pwtm7xBRWYyd